# Daniel J. Bloomberg
Daniel J. Bloomberg (* 4. Juli 1905 in Massachusetts; † 14. August 1984 in Ventura, Kalifornien) war ein US-amerikanischer Film- und Tontechniker, der sechsmal für einen Oscar nominiert war und viermal den auch Oscar für technische Verdienste genannten Technical Achievement Award sowie einen Ehrenoscar erhielt.

## Leben
Bloomberg begann seine Laufbahn als Film- und Tontechniker beim Studiosound Department von Republic Pictures 1934 bei dem Film Woman in the Dark und arbeitete bis 1952 an der Herstellung von vierzig Filmen mit. Bekannt wurde er vor allem durch zahlreiche Entwicklungen auf dem Gebiet der Film- und Tontechnik.
Bei der Oscarverleihung 1943 war er für den Film Unternehmen Tigersprung (Flying Tigers, 1942) von David Miller mit John Wayne, John Carroll und Anna Lee gleich zweimal nominiert: Zum einen für den Oscar für den besten Ton, zum anderen mit Howard Lydecker für den Oscar für die besten Spezialeffekte. Des Weiteren gewann er seinen ersten Technical Achievement Award „für den Entwurf und die Anwendung einer Einrichtung für Vorauswahlzwecke bei der Filmproduktion“ (‚for the design and application to motion picture production of a device for pre-selection purposes‘).
1944 war er abermals für einen Oscar für den besten Ton nominiert, und zwar für den Western Die Hölle von Oklahoma (1943) von Albert S. Rogell mit John Wayne, Martha Scott und Albert Dekker. Zugleich gewann er seinen zweiten Oscar für technische Verdienste „für den Entwurf und die Entwicklung einer kostengünstigen Methode zur Umwandlung von Moviolas in B-Klasse-Push-Pull-Wiedergabegeräte“ (‚for the design and development of an inexpensive method of converting Moviolas to Class B push-pull reproduction‘).
Bei der Oscarverleihung 1945 war er wiederum für den Oscar für den besten Ton nominiert in dem romantischen Comedymusical Brasilianische Serenade (1944) von Joseph Santley mit Tito Guízar, Virginia Bruce und Edward Everett Horton. Außerdem wurde ihm sein dritter Technical Achievement Award „für den Entwurf und die Entwicklung eines Multi-Interlock-Wahlschalters“ (‚For the design and development of a multi-interlock selector switch‘) verliehen.
1946 wurde Bloomberg abermals für den Oscar für den besten Ton nominiert, und zwar diesmal für den Western San Francisco Lilly (1945) von Joseph Kane mit den Hauptdarstellern John Wayne, Ann Dvorak und Joseph Schildkraut. Zugleich erhielt er einen Ehrenoscar „für den Bau eines herausragenden Musikaufnahmestudios, das optimale Aufnahmebedingungen bietet und alle Elemente eines akustischen und baulichen Design verbindet“ (‚For the building of an outstanding musical scoring auditorium which provides optimum recording conditions and combines all elements of acoustic and engineering design‘). Bei der Oscarverleihung 1949 erhielt Bloomberg für seine Verdienste zu Erbe des Henkers eine weitere Nominierung.
1953 wurde er letztmals für den Oscar für den besten Ton in Der Sieger (1952) von John Ford mit John Wayne, Maureen O’Hara und Barry Fitzgerald nominiert.
Bei der Oscarverleihung 1957 erhielt Daniel J. Bloomberg zusammen mit John Pond und William Wade seinen vierten und letzten Oscar für technische Verdienste, und zwar „für die Anpassung der Naturama-Breitbild-Technik bei einer Kamera der Mitchell Camera Corporation“ (engl. "for the Naturama adaptation to the Mitchell camera").

## Filmografie (Auswahl)
- 1934: Woman in the Dark
- 1935: Convention Girl
- 1938: Dick Tracy Returns
- 1940: King of the Royal Mounted
- 1941: King of the Texas Rangers
- 1941: Dschungel-Gangster (Jungle Girl)
- 1942: Spy Smasher
- 1942: Unternehmen Tigersprung (Flying Tigers)
- 1943: Daredevils of the West
- 1944: Brasilianische Serenade (Brazil)
- 1944: Der Rächer mit der Maske (Zorro's Black Whip)
- 1948: Im Banne der roten Hexe (Wake of the Red Witch)
- 1952: Der Sieger (The Quiet Man)

## Auszeichnungen
- 1943: Oscar für technische Verdienste
- 1944: Oscar für technische Verdienste
- 1945: Oscar für technische Verdienste
- 1946: Ehrenoscar
- 1957: Oscar für technische Verdienste